# Aardappelgalwesp
De aardappelgalwesp (Biorhiza pallida) is een vliesvleugelig insect uit de familie van de echte galwespen (Cynipidae). De wetenschappelijke naam van de soort is voor het eerst geldig gepubliceerd in 1791 door Guillaume-Antoine Olivier. 

## Voorkomen
De galwesp komt voor in bijna heel Europa: van Noord-Afrika tot het zuiden van Scandinavië en van West-Europa tot Turkije.

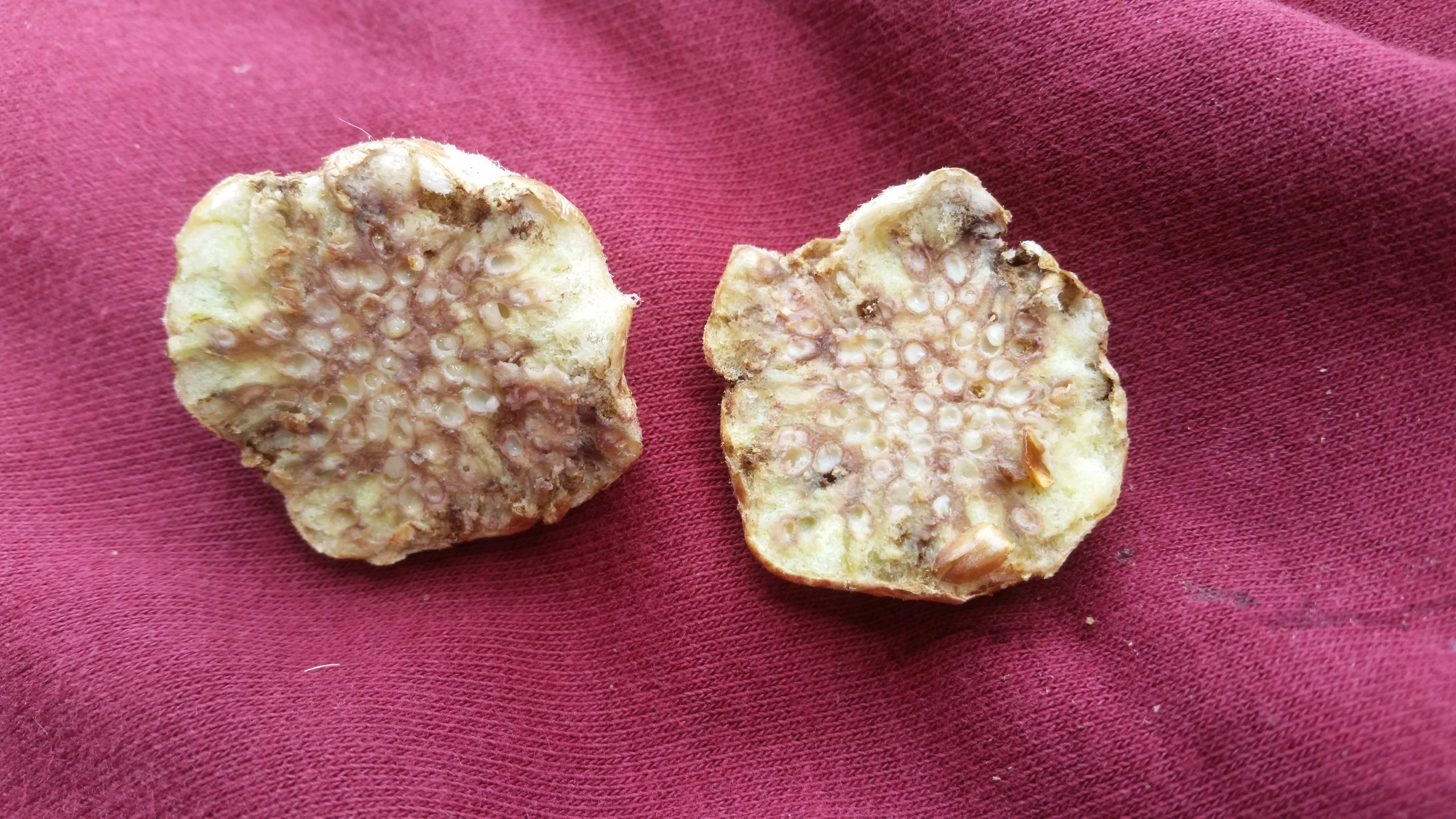
Aardappelgal (van een eik) die in twee is gesneden